# 高安木偶戏
高安木偶戏，當地稱提古佬，据传起源于唐，至元、明则相当兴盛。清同治《瑞州府志》有记：以岁暮，人家多召巫祝，披五色衣，鸣锣跳舞，祈福免灾。又有傀儡戏，或捉或挈，相与为乐。”巫祝活动在高安早已绝迹，然木偶戏则相传至今。中华人民共和国建立前夕，全县仍保留有“十八班半”。建国初尚有少许木偶戏班、社串乡演出，乡人称之为“提木佬”。
高安木偶戏可在专门的舞台上演出，木偶比外地的较大，有半人高。1953年春节，有几个木偶戏班、社参加全县民间艺术和农村剧团汇演，并挑选出土个优秀木偶戏班，社参加全省汇演。还有部分艺人曾参加分宜县木偶剧团。“文化大革命”中，各木偶戏班、社之全部设备均被烧毁，木偶戏从此匿迹。1984年5月曾组织部分木偶戏老艺人座谈，他们尚能回忆出的传统木偶戏有30多本，如《铜桥渡》、《全家福》、《董永遇仙记》(下本)等。现在演出活动已经基本绝迹。